# زنجره‌های پرمو
زنجره‌های پرمو (به لاتین: Tettigarcta) یک سرده از خانواده زنجرگان پرمو است. دو گونه توصیف شده در Tettigarcta وجود دارد که یکی در سرزمین اصلی استرالیا و دیگری در جزیره تاسمانی یافت می‌شود. این دو گونه تنها گونه‌های زنده از خانواده Tettigarctidae هستند و بقیه در حال انقراض هستند. طول آنها حدود ۳٫۵ تا ۴٫۵ سانتی‌متر است. این گونه در شب فعال است و جذب نور می‌شود و در روز در زیر پوست شل استراحت می‌کند. برخلاف سایر سیکاداها، آنها صداهای بلندی ایجاد نمی‌کنند، اما صداهایی با شدت کم تولید می‌کنند که از طریق بستری که به آن متصل هستند، مشابه سایر اعضای Auchenorrhyncha منتقل می‌شود.